# Stanisław Ziętara
Stanisław Ziętara (ur. 14 marca 1886 w Biskupicach Radłowskich, zm. 8 kwietnia 1941 w Równem) – ksiądz rzymskokatolicki, salezjanin, pedagog.

## Życiorys
Urodził się w rodzinie chłopskiej Józefa Zientary i Katarzyny Lalki. W latach 1905–1926 działał w Zgromadzeniu Towarzystwa św. Franciszka Salezego. W latach 1907–1908 odbył nowicjat w Radnej w Słowenii i w Oświęcimiu, zakończony ślubami zakonnymi. W latach 1912–1916 studiował we Włoszech, na Wydziale Teologicznym Uniwersytetu Turyńskiego. Święcenia kapłańskie otrzymał w Tortolì (1905). W okresie międzywojennym był kierownikiem i nauczycielem szkół i zakładów salezjańskich w Oświęcimiu (1919–1921), Kielcach (1921–1922), Warszawie (1922–1924), Wilnie (1924–1926). Później był katechetą w szkołach powszechnych we wsiach Mosurowce (1926–1928), Satyjów i Młynów. W latach 1928–1934 pełnił funkcję administratora parafii Radów w dekanacie dubieńskim. W latach 1936–1939 był prefektem gimnazjum w Równem, w latach 1939–1940 wikariuszem parafii i kapelanem pomocniczym więzienia w Równem.
Po wybuchu II wojny światowej organizator konspiracji na Wołyniu, pełniący obowiązki komendanta Związku Walki Zbrojnej-2 na Wołyniu, komendant Obwodu Równe Związku Walki Zbrojnej od marca 1940 r. Aresztowany 23 marca 1940 r. Według postanowienia Rówieńskiego Sądu Obwodowego z dnia 14 grudnia 1940 r. został skazany na karę śmierci przez rozstrzelanie. Egzekucja odbyła się 8 kwietnia 1941 r. w Równem.

## Ordery i odznaczenia
- Srebrny Krzyż Zasługi (9 listopada 1931)[1]